# 도야마촌 (나가노현)
도야마촌(일본어: 遠山村)은 일본 나가노현 시모이나군에 설치되었던 촌이다. 현재의 이다시에 해당한다.

## 역사
- 1955년 4월 1일 - 와다촌, 야에고우치촌, 미나미와다촌이 합병해 성립하였다.
- 1960년 4월 1일 - 기사와촌과 합병해 미나미시나노촌이 성립하여, 동일 도야마촌은 폐지되었다.
- 2005년 10월 1일 - 미나미시나노촌이 이다시에 편입되었다.

## 교통

### 도로
- 국도 제152호선

## 참고문헌
- 角川日本地名大辞典 20 長野県